# Moartea lui Ivan Ilici
Moartea lui Ivan Ilici este o nuvelă a scriitorului rus Lev Tolstoi publicată pentru prima oară în 1886. Protagonist este Ivan Ilici Golovin, un judecător din Sankt Petersburg ce are soție și familie, dar este un tată și un soț rău. Se povestește despre viața și moartea sa la 45 de ani. 